# 뉴사우스웨일스 주립 도서관

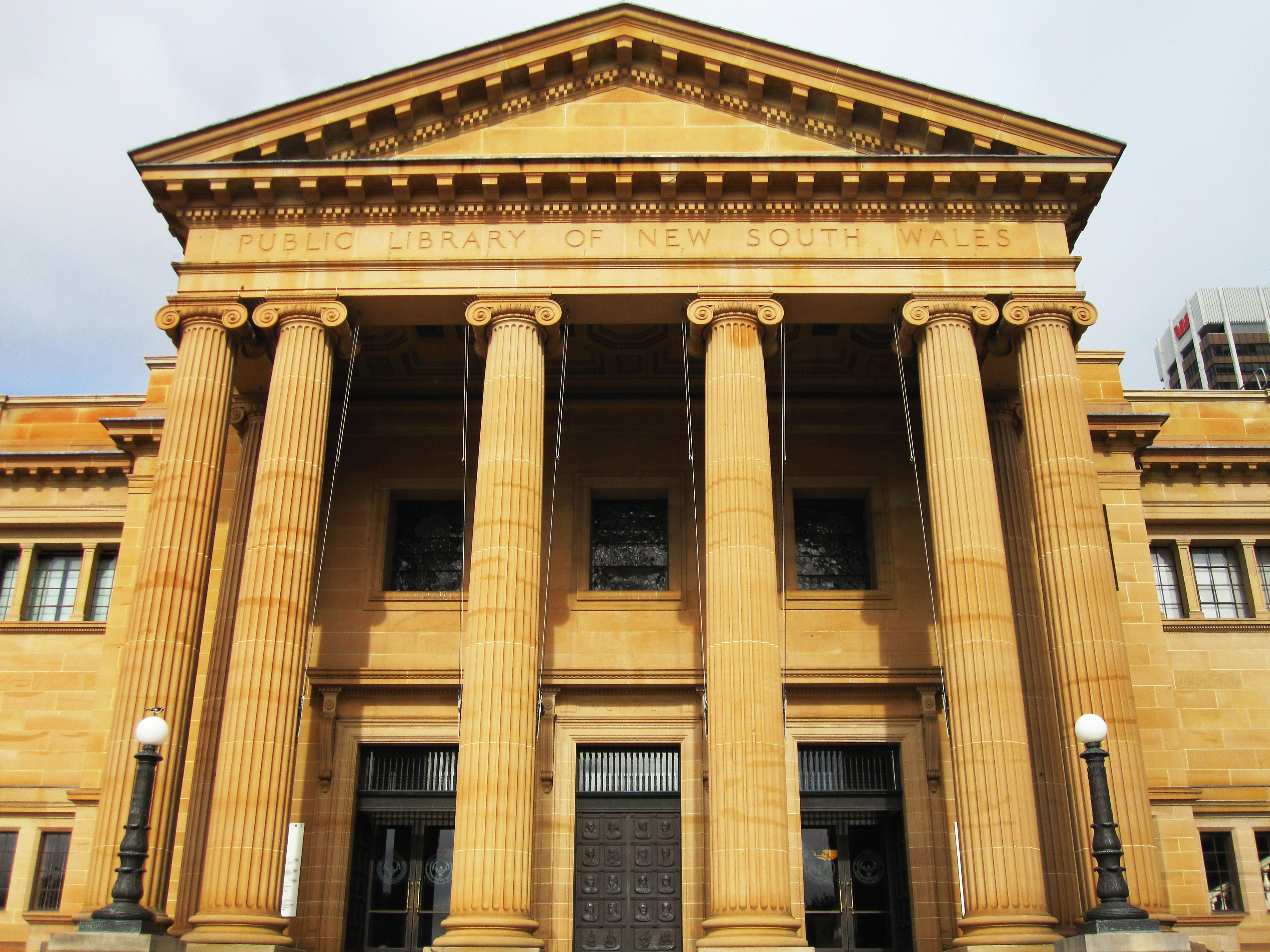
미첼 도서관

딕슨 도서관 내부

뉴사우스웨일스 주립 도서관(State Library of New South Wales)은 오스트레일리아 시드니의 맥쿼리 스트리트의 쉐익스피어 광장 근처에 위치한 뉴사우스웨일스 주(이하 NSW) 정부에서 운영하는 도서관이다. 이 도서관은 2개의 건물로 나뉘어 있는데 정면에서 보았을 때 좌측(오페라 하우스 방향)에 위치한 과거 유럽 양식의 건축물은 미첼 도서관, 우측(하이드 파크 방향)에 위치한 현대식 건물은 딕슨 도서관이라 명명되었다.

## 역사
이 도서관은 1826년 'Australian Subscription Library'라는 이름으로 개관하였다. 1869년 NSW 주 정부가 5100파운드에 매입하면서 이름을 'Sydney Free Public Library'로 개명하였으며 1895년에는 'Public Library of NSW'으로 개명하였고 1975년에 이르러서야 현재의 이름인 'State Library of New South Wales'라는 이름을 사용하게 되었다.

## 보유 문서
이 도서관에는 약 470만여점의 다양한 종류의 도서 및 문서들을 보유하고 있다.